# Cethosia cydippe
Cethosia cydippe es una especie de lepidóptero de la familia Nymphalidae. Es originaria de la Australia, Papúa Nueva Guinea e Islas Salomon.
Las larvas se alimentas de Adenia populifolia, Adenia heterophylla, especies de Hollrungia, Passiflora aurantia, Passiflora foetida y Passiflora herbertiana K. L. & L. E. Dunn, 1991, 